# 2012年10月香港
- 10月14日，香港中文大學学生张文昌在Facebook有关“光复上水站”页面留言称港人是「港狗」，此事件后不断发酵，次日登上香港多份主流报刊。

## 事故
- 10月1日晚上8時20分：南丫島北角村西北面海域發生香港41年來最嚴重的海難，香港電燈客船南丫四號被港九小輪海泰號撞沉，釀成39人死101傷。[1][2]
- 10月4日至6日︰港府宣佈為一連三天的「全港哀悼日」，儀式包括下半旗、默哀和輪船鳴笛等，以悼念南丫島撞船事故的遇難者。
- 10月4日：四名女子於美容院進行靜脈輸液療程後患上敗血病，當中三人遭高抗藥性膿腫分枝桿菌感染，命懸一線。衛生署調查後發現至少44人曾在美容院接受相同療程，部分人血液亦初部驗出分枝桿菌。[3]
- 10月7日：七名候任立法會議員組成香港經濟民生聯盟，由梁君彥擔任主席。[4]

## 資料來源